# Đại hội Thể thao Idol
Đại hội Thể thao Idol (tiếng Hàn: 아이돌 스타 육상 선수권 대회 hay viết tắt là 아육대, tiếng Anh: Idol Star Athletics Championships) là một chương trình truyền hình Hàn Quốc được phát sóng lần đầu vào năm 2010. Đây là chương trình mà các thần tượng đến từ các nhóm nhạc Hàn Quốc cạnh tranh với nhau trong các môn thể thao. Chương trình này được phát sóng trên kênh truyền hình MBC.

## Biếu tấu các quy định

### Chạy tiếp sức
Từ lượt chạy thứ hai, các vận động viên có thể chuyển vào làn trong cùng, tuy nhiên khi bàn giao gậy tiếp sức phải trở lại đúng làn chạy. Người chạy tiếp theo không được phép xuất phát nếu chưa được trao gậy tiếp sức vì làn chạy nhỏ.

### Thể dục nhịp điệu
Vận động viên tham gia chỉ được chọn một trong năm vật dụng (bóng, ruy băng, vòng, và clubs), sử dụng các kỹ năng nghiệp dư nên sẽ không có luật tiebreaker.

### Aerobic
Sử dụng luật của FIG, điểm cho các phần thi được chấm dựa theo điểm nghệ thuật.

## Các giải vô địch
| Dịp lễ Chuseok |

| Giải dấu | Năm  | Sân vận động         | Ngày phát sóng          | Nội dung        | Nội dung | Nội dung | Vận động viên | Ref.                             |
| Giải dấu | Năm  | Sân vận động         | Ngày phát sóng          | Tổng cộng       | Nam      | Nữ       | Vận động viên | Ref.                             |
| -------- | ---- | -------------------- | ----------------------- | --------------- | -------- | -------- | ------------- | -------------------------------- |
| I        | 2010 | Sân vận động Mokdong | 25-26 tháng 9 năm 2010  | 10              | 5        | 5        | 130 (16 đội)  | [ 1 ] [ 2 ] [ 3 ]                |
| II       | 2011 | Jamsil Arena         | 5-6 tháng 2 năm 2011    | 7               | 4        | 3        | 140 (17 đội)  | [ 4 ] [ 5 ] [ 6 ]                |
| III      | 2011 | Sân vận động Mokdong | 13 tháng 9 năm 2011     | 11              | 6        | 5        | 150 (12 đội)  |                                  |
| IV       | 2012 | Jamsil Arena         | 24-25 tháng 1 năm 2012  | 12              | 6        | 6        | 150 (16 đội)  | [ 7 ]                            |
| V        | 2012 | Sân vận động Mokdong | 25-26 tháng 7 năm 2012  | 14 (2 phối hợp) | 7        | 5        | 150 (9 đội)   |                                  |
| VI       | 2013 | Nhà thi đấu Goyang   | 11, 20 tháng 2 năm 2013 | 10 (1 phối hợp) | 5        | 4        | 150 (10 đội)  |                                  |
| VII      | 2013 | Nhà thi đấu Goyang   | 19-20 tháng 9 năm 2013  | 10              | 5        | 5        | 160 (5 đội)   | [ 8 ] [ 9 ] [ 10 ] [ 11 ] [ 12 ] |
| VIII     | 2014 | Jamsil Arena         | 9-10 tháng 1 năm 2014   | 10              | 5        | 5        | 230+ (8 đội)  | [ 13 ] [ 14 ] [ 15 ]             |
| IX       | 2015 | Nhà thi đấu Goyang   | 19-20 tháng 2 năm 2015  | 9               | 5        | 4        | ~220 (22 đội) | [ 16 ]                           |
| X        | 2015 | Nhà thi đấu Goyang   | 28-29 tháng 9 năm 2015  | 8               | 4        | 4        | ~300 (10 đội) | [ 17 ]                           |
| XI       | 2016 | Nhà thi đấu Goyang   | 9-10 tháng 2 năm 2016   | 9 (1 phối hợp)  | 4        | 4        | ~180 (7 đội)  | [ 18 ]                           |
| XII      | 2016 | Nhà thi đấu Goyang   | 15 tháng 9 năm 2016     | 8               | 4        | 4        | ~200 (7 đội)  | [ 20 ] [ 21 ] [ 22 ]             |
| XIII     | 2017 | Nhà thi đấu Goyang   | 30 tháng 1 năm 2017     | 8               | 4        | 4        | 194 (38 đội)  | [ 24 ] [ 25 ]                    |

## Các môn thể thao
| - 50m - 50m vượt rào - 60m - 70m - 70m vượt rào - 100m - 100m vượt rào - 110m vượt rào - 4 × 50m - 4 × 100m - Nhảy xa - Nhảy cao - Ném lao | - 50m tự do - Aerobic - Bắn cung - Bóng rổ - Bi đá trên băng - Đấu kiếm - Bóng đá - Bóng đá trong nhà - Thể dục nhịp điệu - Ssireum - Bóng bàn |